# Drzemlikowice
Drzemlikowice (niem. Dremling) – wieś w Polsce, w województwie dolnośląskim, w powiecie oławskim, w gminie Oława.

## Nazwa
Według niemieckiego geografa oraz językoznawcy Heinricha Adamy’ego nazwa wsi pochodzi od polskiej nazwy drumli. W swoim dziele o nazwach miejscowych na Śląsku wydanym w 1888 roku we Wrocławiu jako najstarszą zanotowaną nazwę wsi podaje staropolską formę „Dremlicowicz” notując jej znaczenie „Maultrommelspielerort” czyli „Wieś grających na drumli”. Nazwa została przez Niemców zgermanizowana na Dremling w wyniku czego utraciła swoje pierwotne znaczenie.
Po wojnie 9 września 1947 r. polska administracja spolonizowała zgermanizowaną nazwę na Drzemlikowice w wyniku czego nie wiąże się już ona z pierwszym znaczeniem.

## Administracja
W latach 1975–1998 miejscowość należała administracyjnie do województwa wrocławskiego.

## Historia

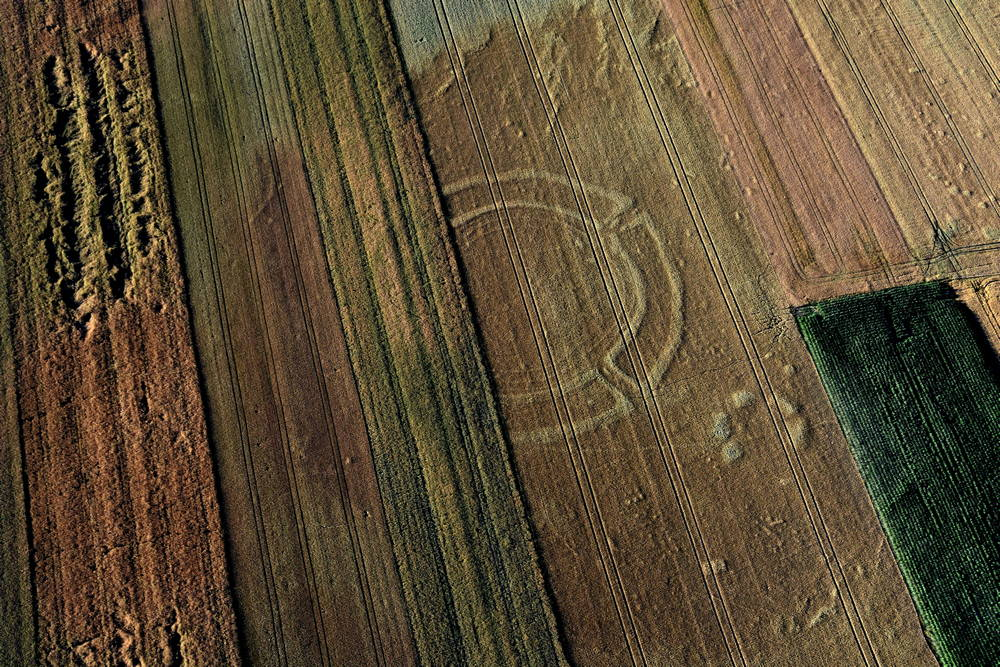
Zdjęcie lotnicze neolitycznego rondla w Drzemlikowicach

W 1933 r. w miejscowości mieszkało 312 osób, a w 1939 roku – 310 osób.
W 2009 r. w Drzemlikowicach mieszkało 381 osób.
W 2017 roku w ramach badań Instytutu Archeologii Uniwersytetu Wrocławskiego Piotr Wroniecki i Krzysztof Wieczorek rozpoznali w Drzemlikowicach pochodzący z młodszej epoki kamienia rondel. Badacze oceniają, że konstrukcja drewniano-ziemna powstała w latach 4900–4600 lat p.n.e. Zbudowana była z koncentrycznego podwójnego systemu rowów wzmocnionych wewnątrz potrójną palisada chroniącą centralną część obiektu, do której wnętrza prowadziły cztery regularnie rozmieszczone wejścia. Najprawdopodobniej rondel pełnił funkcje świątynne oraz być może związane z prowadzeniem obserwacji astronomicznych. Nie pełnił natomiast funkcji obronnych, choć mógł być także rodzajem tymczasowego schronienia dla lokalnej społeczności neolitycznej. W 2018 roku obiekt był badany metodami geofizycznymi przez zespół dra Mirosława Furmanka.

## Zabytki
Do rejestru zabytków Narodowego Instytutu Dziedzictwa wpisany jest:
- zespół pałacowy:
  - pałac z drugiej połowy XVIII wieku, przebudowany w 1910 roku,
  - park z początku XIX wieku, przebudowany w drugiej połowie XIX wieku,
  - ruina grobowca rodziny Rosenberg-Lipinsky z początku XIX wieku.